# Анрі Веваутерс
Анрі Веваутерс (8 листопада 1875 — 20 століття) — бельгійський яхтсмен.
Срібний призер Олімпійських Ігор 1908 року в класі 6 метрів, бронзовий призер 1920 року в класі 8 метрів.